# Toramana
Toramana fou un governant del Heftalites, l'imperi dels quals va governar part de l'Índia a finals del segle v i primers del segle vi. Toramana, que era d'una branca dels Alkhan, va governar vers el 485 (la inscripció d'Eran datada en aquesta data, està feta a l'any primer del regnat de Toramana) a una data anterior al 520 (el monjo xinès Song Yun que va viatjar a l'Índia del 518 al 522 esmenta el rei d'Udiyana (vall de Swat) com un devot budista i al rei huna que regnava el 520 al Punjab oriental com cruel i enemic del budisme, el que fa suposar que es tractava de Mihirakula, fill i successor de Toramana), va consolidar el poder Heftalita al Panjab (avui dia Pakistan i nord-oest de l'Índia), i va conquerir l'Índia del nord i central inclouent la històrica ciutat d'Eran a Madhya Pradesh, el punt més al sud al que es té constància que va arribar. La inscripció de Toramana a Sanjeli parla de la seva conquesta i control sobre Malwa i Gujarat. El seu territori també va incloure Uttar Pradesh, Rajasthan i Caixmir.
Toramana va ser derrotat per l'Emperador indi Bhanugupta del Gupta Imperi el 510; Prakashadharma, un rei (adhiraja) notable d'aquesta dinastia, en la inscripció de Risthal esmenta que va derrotar el governant Huna Toramana, va saquejar el seu campament i es va emportar les dames del seu harem

## Visió general
Toramana és conegut per la crònica Rajatarangini, monedes i inscripcions. En la inscripció de Gwalior, escrita en sànscrit, Toramana és descrit com: 
| « | Governant [de la Terra], de gran mèrit, famós pel nom del gloriós Tôramâna; per qui, a través [del seu] heroisme caracteritzat especialment per la veritat, la Terra fou governada amb justícia. | » |

En la inscripció de Kura el seu nom és esmentat com Rajadhiraja Maharaja Toramana Shahi Jaula. La imatge del berro d'Eran amb inscripció del seu primer any de regnat indica que Malwa oriental va estar inclosa en el seu domini. Una obra jainista del segle viii, el Kuvalayamala, indica que residia a Pavvaiya a la riba del Chandrabhaga i "va gaudir de la sobirania del món". Les monedes de plata de Toramana segueixen el model de les monedes de plata dels guptes; la diferència única en l'anvers és que el cap del rei mira a l'esquerra; el revers reté la cua de paó i la llegenda és força similar, excepte el canvi de nom a Toramana Deva. Segons la inscripció de llosa de pedra de Risthal descoberta el 1983, fou derrotat pel rei Aulikara Prakashadharma de Malwa.

## Successor
Toramana va ser succeït pel seu fill Mihirakula.